# Tetsuo (filme)
Tetsuo (em japonês:  鉄男; Brasil: Tetsuo; Portugal: Tetsuo - O Homem de Aço) é um filme japonês de 1989, dos gêneros ficção científica (cyberpunk) e terror, dirigido por Shinya Tsukamoto. 
O filme teria duas sequências: Tetsuo II: Body Hammer (1992) e Tetsuo: The Bullet Man (2009).

## Elenco
- Tomorowo Taguchi - Homem
- Kei Fujiwara - Mulher
- Nobu Kanaoka - Mulher de óculos
- Shinya Tsukamoto
- Naomasa Musaka - Médico
- Renji Ishibashi